# Алгіроідес грецький
Алгіроідес грецький (Algyroides moreoticus, грецька кілювата ящірка) — вид ящірок родини ящіркових (Lacertidae). Ендемік Греції.

## Опис
Довжина грецької кілюватої ящірки (без врахування хвоста) становить 5 см, загальна довжина, враховуючи хвіст, — 15,6 см. Луски на спині великі, кілеподібні, хвіст відносно довгий. У самців верхня частина тіла рівномірно червонувато-коричнева або темно-коричнева, окаймлена з боків жовтуватими смугами. Візерунки на боках у самців з рідних популяцій відрізняються: у самців із Закінфу вони жовті, у самців з Кефалонії та Ітаки вони сині, а у самців з Пелопоннесу вони чорно-білі. У самиць верхня частина тіла рівномірно коричнева. Нижня частина тіла у самців і самиць білувата або блідо-зелена.

## Поширення і екологія
Грецькі кілюваті ящірки мешкають на півострові Пелопоннес, на Іонічних островах (Кефалонія, Ітака, Закінф) та на островах Строфадес. Вони живуть в тінистих лісах і рідколіссях, трапляються на окраїнах полів та на плантаціях, на висоті до 1200 м над рівнем моря. Віддають перевагу вологим місцевостях, ховаються серед хмизу і опалого листя. Живляться комахами та іншими безхребетними. Самиці відкладають кілька яєць.

## Збереження
МСОП класифікує стан збереження цього виду як близький до загрозливого. Algyroides moreoticus загрожує знищення природного середовища.